# La Disparition de la langue française
La Disparition de la langue française est un  d'Assia Djebar paru en 2003.

## Résumé
Après avoir grandi en Algérie dans les années 1950, puis avoir vécu la guerre d'Algérie, un homme est parti en exil. Il revient au pays mais ne reconnaît plus sa terre natale.